# Schranken des Urheberrechts
Schranken des Urheberrechts ist die gesetzliche Bezeichnung für diejenigen Vorschriften des deutschen Urheberrechts, die einen Ausgleich zwischen den Interessen des Urhebers, dem prinzipiell das ausschließliche Nutzungsrecht eingeräumt ist, und gegenläufigen Interessen schaffen sollen. Zu diesem Zweck hat der Gesetzgeber in den §§ 44a bis 63a des Gesetzes über Urheberrecht und verwandte Schutzrechte (UrhG) zahlreiche Einschränkungen der Verwertungsrechte vorgenommen.
Systematisch lassen sich die Schranken in Begrenzungen zugunsten einzelner Nutzer, der Kulturwirtschaft sowie der Allgemeinheit einteilen. Darunter sind beispielsweise die Erlaubnis der Vervielfältigung zu eigenem Gebrauch, die Entlehnungsfreiheit (so z. B. die Zitate) sowie die Gestattung der öffentlichen Wiedergabe im Lehrbetrieb.
Eine Sonderstellung nimmt die Schutzdauer des Urheberrechts ein: Formal zählt sie nicht zu den Schranken des Urheberrechts, sondern ist in einem gesonderten Abschnitt des Urheberrechtsgesetzes geregelt. In der Wirkung ist die begrenzte Schutzdauer jedoch mit den Schrankenregelungen vergleichbar, weil nach Ablauf der gesetzlichen Frist vorher geschützte Werke ohne Zustimmung des Urhebers verwendet werden können (Gemeinfreiheit).

## Anwendung
Die Schranken des Urheberrechtsgesetzes sind als abschließender Katalog von Einzelausnahmen festgelegt. Anders als beispielsweise im US-amerikanischen Recht (Fair Use, 17 U.S.C. § 107) kennt das deutsche Urheberrecht keine offene Schrankengeneralklausel. Für die Nutzer von urheberrechtlich geschützten Werken bedeutet dies zwar einen erhöhten Grad von Rechtssicherheit, gleichzeitig leidet jedoch die Flexibilität und Anpassungsfähigkeit des deutschen Urheberrechts unter dieser Regelungstechnik.
Mit Hinblick auf die Interessen der Urheber werden Schrankenregelungen generell dem Drei-Stufen-Test der revidierten Berner Übereinkunft unterworfen: Ausnahmen vom Urheberschutz sollten 1. „gewisse Sonderfälle“ sein, 2. weder die normale Auswertung des Werkes beeinträchtigen noch 3. die berechtigten Urheberinteressen unzumutbar verletzen.
Die Schranken des Urheberrechts können im Hinblick auf ihre Intensität in gesetzliche Lizenzen und ersatzlose Freistellungen eingeteilt werden. Sollte eine Nutzung unter eine gesetzliche Lizenz fallen, so muss der Benutzer eine Vergütung für die Verwendung des Werks zahlen. Aus Gründen der einfacheren Abwicklung ist diese Vergütungspflicht vom Gesetzgeber häufig derart ausgestaltet, dass die Zahlung an eine Verwertungsgesellschaft zu erfolgen hat. Die bloße Verwertungsgesellschaftspflichtigkeit einer Nutzung stellt daher streng genommen keine eigene Schrankenregelung dar. Im Falle der Freistellung besteht hingegen keine Zahlungspflicht.
Die Zwangslizenz gehört nicht zu den Schrankenregelungen des Urheberrechts. Sie betrifft vielmehr die Entscheidungsfreiheit des Rechtsinhabers, ob er bestimmte Nutzungshandlungen zulassen will oder nicht. Eine solche Bestimmung befindet sich in § 42a UrhG zu Gunsten von Tonträgerherstellern.
Der Bundesgerichtshof spricht in vielen Entscheidungen an, dass die Schrankenregelungen im Allgemeinen eng auszulegen seien. Grund hierfür ist nach Auffassung des Gerichts, dass die Schrankenregelungen das grundrechtlich geschützte Eigentum (Art. 14 GG) beschränken und diese Einengung der Freiheit des Schöpfers die Ausnahme bilden sollte. Dem folgt auch die Literatur.
Wiederholt sprach sich der Bundesgerichtshof in diesem Zusammenhang auch dafür aus, dass der Urheber tunlichst an der wirtschaftlichen Verwertung seiner Werke beteiligt werden soll (sog. Beteiligungsgrundsatz).
Der Bundesgerichtshof stellt aber auch klar, dass bei der Auslegung einer Schrankenbestimmung das durch diese geschützte Interesse zu berücksichtigen ist, was eine enge, am Gesetzeswortlaut orientierte Auslegung zugunsten einer großzügigeren, dem Gewicht der durch die Schrankenbestimmung geschützten Interessen genügenden Interpretation verdrängen kann.
Dieser Grundsatz der engen Auslegung von Schrankenbestimmungen wird jedoch teilweise als zu restriktiv kritisiert. Auch einige gerichtliche Entscheidungen weichen hiervon ab, hauptsächlich, um die Eigenart der jeweiligen Schrankenregelung nicht zu gefährden. Darüber hinaus kann auch eine analoge Anwendung einer Schrankenbestimmung auf einen Fall, der nicht explizit vom Gesetz erfasst ist, mit einer gesetzlich geregelten Situation jedoch vergleichbar erscheint, gerechtfertigt sein. Dies ist insbesondere dann denkbar, wenn der Nutzer eine grundrechtlich geschützte Position (beispielsweise die Meinungs- oder Kunstfreiheit) für sich in Anspruch nehmen kann.

## Einzelne Schrankenbestimmungen
Im Folgenden soll ein kurzer Überblick über die Schrankenregelungen gegeben werden, die im deutschen Urheberrechtsgesetz normiert sind.

### Vorübergehende Vervielfältigungen, § 44a UrhG
Das Vervielfältigungsrecht des Urhebers wird durch das Recht zu vorübergehenden Vervielfältigungshandlungen eingeschränkt.
Im Bereich der computerbasierten Nutzung von urheberrechtlich geschützten Werken kommt es häufig zu kurzfristigen und rein technisch betrachtet notwendigen Vervielfältigungshandlungen (z. B. die Speicherung im RAM). Diese sind nach § 44a UrhG zulässig, wenn sie flüchtig oder begleitend sind, sowie einen integralen Teil dieses technischen Vorgangs darstellen und eine Übertragung im Netz oder eine rechtmäßige Nutzung eines Werkes ermöglichen, der keine eigenständige wirtschaftliche Bedeutung zukommt. Dies betrifft insbesondere (Zwischen-)Speichervorgänge (Caching sowie die Verwendung von Proxyservern).

### Text- und Datamining, § 44b UrhG
2021 wurde mit § 44b UrhG die in Artikel 4 der europäischen DSM-Richtlinie vorgesehene Schrankenbestimmung für Text- und Datamining (TDM) auch für nicht-wissenschaftliche Zwecke eingeführt. Die Bestimmung gestattet die vorübergehende Vervielfältigung rechtmäßig zugänglicher Werke, „um daraus Informationen insbesondere über Muster, Trends und Korrelationen zu gewinnen.“ Auch das Text- und Datamining in Datenbeständen, die durch das Leistungsschutzrecht für Datenbankhersteller Schutzrechte genießen, wird dadurch ermöglicht.
Erstellte Vervielfältigungen sind zu löschen, wenn sie für das TDM nicht mehr erforderlich sind. Die Nutzung nach § 44b UrhG ist nur dann gestattet, wenn der Rechteinhaber keinen Vorbehalt gegen diese Nutzung in maschinenlesbarer Form erklärt hat. Eine Entscheidung des Landgericht Hamburg von 2024 bezieht sich zwar auf die TDM-Schrankenbestimmung nach § 60d für wissenschaftliche Zwecke, geht in seiner Begründung aber auch auf die Definition einer „maschinenlesbaren Form“ ein und argumentiert, dass auch ein in natürlicher Sprache verfasster Vorbehalt das Kriterium der Maschinenlesbarkeit erfüllen könnte.

### Rechtspflege und öffentliche Sicherheit, § 45 UrhG
Nach § 45 Abs. 1 UrhG ist die Herstellung, oder das Herstellenlassen einzelner Vervielfältigungsstücke zur Verwendung in Verfahren vor Gerichten, Schiedsgerichten oder einer Behörde zulässig. Diese Schranke soll insbesondere die Beweisführung erleichtern. Das Gesetz beschränkt dabei die Anzahl der zulässigen Vervielfältigungsstücke nicht. Sie ergibt sich vielmehr aus der Anzahl der an dem Verfahren beteiligten Personen.

### Vervielfältigungen zu Gunsten behinderter Menschen, § 45a UrhG
Durch § 45a UrhG wird die Vervielfältigung für physisch oder kognitiv beeinträchtigte Menschen gestattet, wenn diese aufgrund ihrer Behinderung sonst keine oder nur erheblich beschränkte Zugangsmöglichkeiten zum Werk hätten. Zu beachten ist dabei, dass die Vervielfältigung nicht Erwerbszwecken dienen darf. Darüber hinaus ist dem Urheber eine angemessene Vergütung für diese Form der Werknutzung zu zahlen, wenn nicht nur einzelne Kopien hergestellt werden.

### Sammlungen für Kirchen-, Schul- oder Unterrichtsgebrauch, § 46 UrhG
Umfangreiche Nutzungen von Werkteilen oder Werken geringen Umfangs gestattet § 46 Abs. 1 UrhG zu Gunsten von Sammlungen, die für den Gebrauch in Schulen, nicht gewerblichen Weiterbildungseinrichtungen oder Kirchen bestimmt sind. In diese Sammlungen müssen Werke einer größeren Anzahl von Urhebern aufgenommen werden. Von der geplanten Verwendung ist der Urheber in Kenntnis zu setzen. Dieser hat unter Umständen die Möglichkeit, die Verwendung zu verbieten, wenn sein Werk nicht mehr seiner Überzeugung entspricht.
Für den Bildungsgebrauch ist erforderlich, dass die Sammlungen tatsächlich im Unterricht verwendet werden. Institutionen der Erwachsenenbildung sowie Musikschulen und Privatunterricht werden nicht erfasst.

### Schulfunksendungen, § 47 UrhG
Zur Erleichterung des Unterrichts gestattet § 47 Abs. 1 UrhG, dass Schulen sowie Einrichtungen der Lehrerbildung und -fortbildung sowie bestimmte vergleichbare Stellen einzelne Vervielfältigungsstücke von Werken, die im Rahmen von Schulfunksendungen gesendet werden, herstellen. Diese Kopien dürfen jedoch nur im Unterricht verwendet werden. Sie müssen spätestens am Ende des auf die Sendung folgenden Schuljahres gelöscht werden. Ein Löschen ist nur dann nicht notwendig, wenn dem Urheber eine angemessene Vergütung gezahlt wird.

### Öffentliche Reden, § 48 UrhG
Durch die Schranke des § 48 UrhG berücksichtigt der Gesetzgeber das Interesse der Öffentlichkeit an der Kenntnisnahme von Reden, die zu bestimmten öffentlichen Anlässen gehalten wurden. Reden auf öffentlichen Versammlungen sind jeder Nutzung in Zeitungen oder ähnlichen, der breiten Information dienenden Medien zugänglich. Eine Erweiterung für Reden, die bei öffentlichen Verhandlungen vor staatlichen, kommunalen oder kirchlichen Organen gehalten wurden, enthält § 48 Abs. 1 Nr. 2 UrhG. Hierfür enthält das Gesetz keine weiteren Einschränkungen, so dass
diese auch in Sammlungen und Broschüren sowie in Rundfunksendungen wiedergegeben werden können. Dem Veranstalter ist es allerdings auf Grund seines Hausrechts möglich, den Mitschnitt zu untersagen.

### Zeitungsartikel und Rundfunkkommentare, § 49 UrhG
Eine Schranke zu Gunsten der Verwendung in Zeitungsartikeln und Rundfunkkommentaren ist in § 49 UrhG vorgesehen. Diese Norm gestattet Zeitungen und Rundfunk den Abdruck einzelner Artikel bzw. das Ausstrahlen einzelner Rundfunkkommentare, die politische, wirtschaftliche oder religiöse Tagesfragen betreffen. Unter Umständen ist dem Urheber des ursprünglichen Beitrags eine angemessene Vergütung zu zahlen.
Nach § 49 Abs. 2 UrhG dürfen vermischte Nachrichten tatsächlichen Inhalts und Tagesneuigkeiten, die durch die Presse bereits veröffentlicht wurden, uneingeschränkt und ohne Vergütung durch beliebig viele Kommunikationswege vervielfältigt, verbreitet und öffentlich wiedergegeben werden.
Auf Bildberichte ist § 49 Abs. 2 UrhG nicht anwendbar. In der Regel werden die von § 49 Abs. 2 UrhG erfassten Informationen sowieso wegen fehlender Individualität nicht geschützt sein. Dies wäre nur dann ausnahmsweise der Fall, wenn der Nachricht eine eigentümliche Form gegeben wurde.

### Berichterstattung über Tagesereignisse, § 50 UrhG
Zur Berichterstattung über Tagesereignisse durch Funk oder andere, vergleichbare Medien, in Zeitungen, Zeitschriften und anderen Druckschriften/Datenträgern, die im Wesentlichen Tagesinteressen Rechnung tragen, sowie im Film ist nach § 50 UrhG die Nutzung von Werken, die im Verlauf dieser Ereignisse wahrnehmbar werden, in zweckgebotenem Umfang zulässig. Über den gebotenen Umfang würde allerdings beispielsweise die Übertragung eines kompletten Festivals hinausgehen.
Nach dieser Vorschrift kann die Verwendung einer Nachricht auch im Internet zulässig sein. Zu beachten ist jedoch, dass dies nur dann der Fall ist, wenn die Publikation im Wesentlichen Tagesinteressen Rechnung trägt.

### Zitate, § 51 UrhG
Durch Zitate können ganze Werke oder Teile davon in einem durch den Zweck gebotenen Umfang übernommen werden. Da auch der Urheber auf den kulturellen Errungenschaften der Allgemeinheit aufbaut, kann ihm dieser verhältnismäßig geringe Eingriff im Interesse der Allgemeinheit zugemutet werden, sofern er die kulturelle Auseinandersetzung fördert (§ 51 UrhG).
Der Gesetzgeber unterteilt grundlegend in das sog. Großzitat, Kleinzitat und Musikzitat. Allerdings muss das Zitat der Unterstützung oder Auseinandersetzung mit den eigenen Aussagen dienen, oder ein Mittel künstlerischer Gestaltung sein (so genannte Belegfunktion). Die Schranke wird beispielsweise überstrapaziert, wenn eine Arbeit allein dadurch erstellt wird, dass verschiedene Zitate aneinandergereiht werden. Die Übernahme muss vielmehr die Schaffung eines selbständigen, schutzfähigen wissenschaftlichen Werks bezwecken.

### Karikatur, Parodie und Pastiche, § 51a UrhG
Diese Schranke erlaubt die Vervielfältigung, die Verbreitung und die öffentliche Wiedergabe eines veröffentlichten Werkes zum Zweck der Karikatur, der Parodie und des Pastiches (§ 51a UrhG). Die Regelung wurde am 7. Juni 2021 eingeführt und ist unionsrechtlich durch Art. 5 Abs. 3 lit. k der Urheberrechtsrichtlinie gestattet. Bis zu diesem Zeitpunkt befand sich in § 24 UrhG a. F. eine Regelung über die Freie Benutzung.

### Öffentliche Wiedergabe, § 52 UrhG
Eine öffentliche Wiedergabe ist auch ohne Zustimmung des Urhebers möglich, wenn sie keinem Erwerbszweck des Veranstalters dient, die Teilnahme unentgeltlich möglich ist und keiner der ausübenden Künstler eine besondere Vergütung erhält (§ 52 UrhG).
Für diese Wiedergabe ist jedoch eine angemessene Vergütung zu zahlen. Die Vergütungspflicht entfällt jedoch unter bestimmten Umständen, z. B. bei Veranstaltungen der Jugend- oder Sozialhilfe und Schulveranstaltungen, die nur einem begrenzten Personenkreis zugänglich sind.

### Öffentliche Zugänglichmachung für Unterricht und Forschung, § 52a UrhG
entfallen

### Wiedergabe von Werken an elektronischen Leseplätzen in öffentlichen Bibliotheken, Museen und Archiven, § 52b UrhG
entfallen, siehe dazu auch den ab 1. März 2018 gültigen § 60e Abs. 4 UrhG.

### Vervielfältigungen zum privaten und sonstigen eigenen Gebrauch, § 53 UrhG
Vervielfältigungen zum privaten und sonstigen eigenen Gebrauch werden durch § 53 UrhG zu einem großen Teil freigestellt. Generelle Einschränkungen enthalten § 53 Abs. 4–7 UrhG. Für Vervielfältigungen, die im Rahmen von § 53 UrhG hergestellt wurden, muss eine angemessene Vergütung gezahlt werden. Detaillierte Regelungen hierzu enthalten die §§ 54 ff. UrhG. Danach ist sowohl eine Abgabe auf Vervielfältigungsgeräte und Leermedien wie auch eine Betreiberabgabe für Ablichtungen vorgesehen. Vergütungsfrei ist danach allerdings die Herstellung ohne Verwendung von Vervielfältigungsgeräten, also z. B. das Abschreiben mit der Hand.

#### Vervielfältigungen zum privaten Gebrauch, § 53 Abs. 1 UrhG
Durch § 53 Abs. 1 UrhG wird die Herstellung einzelner Vervielfältigungsstücke zum privaten Gebrauch freigestellt. Dabei ist zunächst unerheblich, um welche Form der Vervielfältigung es sich handelt. Dieser Frage kommt erst Bedeutung zu, wenn die Kopie durch einen Dritten hergestellt wird. Dies ist nach dem Gesetzeswortlaut nur dann zulässig, wenn die Vervielfältigung unentgeltlich vorgenommen wird, oder es sich um eine Papierkopie oder eine damit vergleichbare Vervielfältigung handelt.
Einschränkend verlangt das Gesetz, dass die Kopiervorlage nicht offensichtlich rechtswidrig hergestellt wurde. Problematisch ist eine Beurteilung im Falle von Online-Tauschbörsen, weil nicht erkennbar ist, ob die angebotenen Dateien nicht rechtmäßig hergestellt wurden. Daher ist dieser Punkt in der urheberrechtlichen Literatur umstritten, weil von der rechtswidrigen Zugänglichmachung nicht unmittelbar auf die rechtswidrige Herstellung geschlossen werden kann. Insoweit soll eine Klarstellung im so genannten „Zweiten Korb“ erfolgen, die neben der rechtswidrigen Herstellung auch die rechtswidrige Zugänglichmachung erfasst.
Nach dem Gesetzeswortlaut ist das Herstellen einzelner Vervielfältigungsstücke zulässig. Wo genau die Grenze zu ziehen ist, ist umstritten. Nach einer Entscheidung des Bundesgerichtshofs aus dem Jahr 1978 sind jedenfalls nicht mehr als sieben Kopien zulässig. Diese Zahl wird jedoch seitdem in Frage gestellt, und gerade im digitalen Umfeld häufig als zu hoch angesehen. Hinzu kommt, dass die Entscheidung des Bundesgerichtshofs maßgeblich durch die Formulierung der Klage beeinflusst war.
Die Weitergabe der Vervielfältigungen ist vom Gesetz nicht verboten. Zu beachten ist jedoch, dass es sich auch hierbei um einen privaten Gebrauch handeln muss. Dieser Bereich der Privatheit kann zwar nicht auf formal die (engere) Verwandtschaft beschränkt werden, aber die Weitergabe an nur flüchtige Bekannte ist von diesem Wortlaut nicht mehr erfasst. Vielmehr müssen die Personen durch ein persönliches Band verknüpft sein. Der Bundesgerichtshof verlangt, dass die Kopie ausschließlich zum Gebrauch in der Privatsphäre zur Befriedigung rein persönlicher Bedürfnisse dient.

#### Vervielfältigungen zum eigenen Gebrauch, § 53 Abs. 2, 3 UrhG
Daneben gestattet § 53 Abs. 2, 3 UrhG die Vervielfältigung zum eigenen Gebrauch. Darunter fällt z. B. das Kopieren zum (auch kommerziellen) wissenschaftlichen Gebrauch, das Vervielfältigen zum sonstigen eigenen Gebrauch sowie das Kopieren für den Schulunterricht und Prüfungen. Teilweise wird der Anwendungsbereich der Schranke jedoch beschränkt, z. B. auf Kopien von Werkteilen oder Werke geringen Umfangs.

#### Einschränkungen durch § 53 Abs. 4 bis 7 UrhG
Wichtige Einschränkungen enthalten die Absätze 4 bis 7 des § 53 UrhG. Bedeutsam ist hier, dass keine im Wesentlichen vollständigen Kopien von Büchern oder Zeitschriften angefertigt werden dürfen, es sei denn, sie werden abgeschrieben. Einschränkungen gibt es auch mit Blick auf Datenbankwerke. Außerdem wird das Recht auf Privatkopien bei Musiknoten („graphischer Aufzeichnungen von Werken der Musik“) geschützter Werke in Absatz 4 stark eingeschränkt. Sie dürfen nur dann kopiert werden, wenn sie im Handel seit mindestens zwei Jahren vergriffen sind.
Bedeutsam ist die Regelung des § 53 Abs. 6 UrhG. Hiernach dürfen die im Rahmen dieser Schranke hergestellten Kopien weder verbreitet noch öffentlich zugänglich gemacht werden. Damit scheidet z. B. ein Verkauf oder das Download-Angebot im Internet grundsätzlich aus.
Darüber hinaus bestimmt § 53 Abs. 7 UrhG, dass u. a. öffentliche Vorführungen eines Werkes nur auf Bild- oder Tonträger aufgenommen werden dürfen, wenn der Rechtsinhaber hierzu seine Einwilligung erteilt hat. Damit ist z. B. das Abfilmen in Kinosälen auch urheberrechtlich unzulässig.

### Kopienversand auf Bestellung, § 53a UrhG
entfallen

### Vervielfältigung durch Sendeunternehmen, § 55 UrhG
Durch § 55 UrhG wird es Sendeunternehmen, die zur Sendung eines Werks berechtigt sind, gestattet, hiervon mit eigenen Mitteln Vervielfältigungsstücke herzustellen. Diese Schranke dient der technischen Abwicklung des Sendevorgangs. Daher sind die angefertigten Vervielfältigungsstücke nach einer kurzen Frist zu löschen, es sei denn, die Bild- und Tonträger werden wegen des außergewöhnlichen dokumentarischen Werts in ein Archiv aufgenommen. Hiervon ist der Urheber jedoch unverzüglich zu unterrichten.

### Benutzung eines Datenbankwerkes, § 55a UrhG
Ebenfalls der technischen Abwicklung von zulässigen Benutzungsvorgängen dient die Schranke des § 55a UrhG. Hierdurch werden Vervielfältigungen und Bearbeitungen gestattet, die notwendig sind, um ein Datenbankwerk zu benutzen. Dies setzt jedoch voraus, dass die Benutzung ihrerseits vom Rechtsinhaber gestattet wurde.

### Vervielfältigung und öffentliche Wiedergabe in Geschäftsbetrieben, § 56 UrhG
Durch § 56 UrhG ist es gestattet, in Verkaufsräumen z. B. Fernsehgeräte und Videorekorder dergestalt vorzuführen, dass urheberrechtlich geschütztes Material gezeigt und aufgenommen wird. Allerdings müssen so hergestellte Datenträger unverzüglich gelöscht werden. Hintergrund dieser Schrankenregelung ist, dass es den Verkäufern ermöglicht werden soll, die Verwendung der Produkte zu demonstrieren und dadurch für diese zu werben. Nicht von dieser Ausnahme erfasst ist damit z. B. das ständige Laufenlassen eines Wiedergabegeräts in einem Restaurant, da es vorrangig der Unterhaltung der Besucher dient.

### Unwesentliches Beiwerk, § 57 UrhG
Der Urheberrechtsschutz ist gem. § 57 UrhG auch eingeschränkt, wenn jemand Werke nur als „unwesentliches Beiwerk“ nutzt, zum Beispiel dann, wenn sie neben dem eigentlichen Gegenstand der Vervielfältigung, Verbreitung oder öffentlichen Wiedergabe nur einen sehr unwesentlichen Beitrag darstellen. Dies ist z. B. dann denkbar, wenn ein mit Originalwerken oder Vervielfältigungsstücken ausgestatteter Raum als Kulisse für ein Interview dient. Wann etwas noch als „unwesentlich“ anzusehen ist, ist dabei im Einzelfall zu beurteilen.

### Werke in Ausstellungen, öffentlichem Verkauf und öffentlich zugänglichen Einrichtungen, § 58 UrhG
Die Vervielfältigung, Verbreitung und öffentliche Zugänglichmachung von öffentlich ausgestellten oder zur öffentlichen Ausstellung oder zum öffentlichen Verkauf bestimmten Werken durch den Veranstalter ist gemäß § 58 UrhG ohne Zustimmung des Rechtsinhabers erlaubt, wenn dies zur Förderung der Veranstaltung erforderlich ist. Diese Einschränkung des ausschließlichen Verwertungsrechts ist durch das bei allen Beteiligten bestehende Bedürfnis nach einer erleichterten Herausgabe illustrierter Ausstellungs- und Versteigerungskataloge gerechtfertigt, das nicht nur für die Veranstalter und das Publikum gegeben ist, sondern auch für den Urheber des Werks, da die Kataloge das Bekanntwerden und den Absatz seiner Werke fördern.
Durch die Vervielfältigung und Verbreitung in Verzeichnissen darf jedoch kein eigenständiger Erwerbszweck verfolgt werden. Die jeweiligen Werbemaßnahmen müssen räumlich, zeitlich und inhaltlich der entsprechenden Veranstaltung angeglichen sein und dürfen keine generelle Werbeaussage für den Veranstalter darstellen. Der Abdruck eines Kunstwerks als Titelbild eines Versteigerungskatalogs ist deshalb nach § 58 UrhRG erlaubnisfrei, der Abdruck eines Kunstwerks auf dem Werbeprospekt eines Auktionshauses dagegen nicht mehr von der sog. Katalogbildfreiheit gedeckt.
Die Beschränkung auf Werbung und Kataloge schließt eine Einbeziehung von Merchandisingprodukten aus (s. u.: Aufsatz von Loewenheim).

### Werke an öffentlichen Plätzen, § 59 UrhG
Nach § 59 Abs. 1 UrhG dürfen Werke, die sich bleibend an öffentlichen Plätzen, Wegen und Straßen befinden, durch Malerei, Grafik, Lichtbild oder Film vervielfältigt, verbreitet und öffentlich wiedergegeben werden (so genannte Panoramafreiheit). Die Nutzung von Bauwerkansichten ist auf die äußere Ansicht beschränkt. Die Anforderung, dass sich das Werk bleibend an diesem Platz befinden muss, schließt eine etwaige Kurzlebigkeit (z. B. Verfall bei sensiblem Material) des Kunstwerks nicht aus.
Maßgeblich für die Schranke der Panoramafreiheit ist, dass sich das Werk von öffentlichen Plätzen, Wegen oder Straßen einsehen lässt. Lässt es sich lediglich von einem privaten Grundstück o. Ä. fotografieren, so greift diese Schrankenregelung nicht ein. Selbiges gilt auch, wenn das Werk nur unter Verwendung von Hilfsmitteln, z. B. Leitern etc., einsehbar ist.

### Bildnisse, § 60 UrhG
Durch § 60 UrhG wird die Verwendung von Bildnissen geregelt, die auf Bestellung angefertigt wurden. Diese dürfen vom Besteller bzw. vom Abgebildeten vervielfältigt werden. Darüber hinaus ist auch eine Verbreitung zulässig, wenn diese unentgeltlich und nicht zu Erwerbszwecken erfolgt.

### Gesetzlich erlaubte Nutzungen für Unterricht, Wissenschaft und Institutionen, §§ 60a bis 60h UrhG
Mit der Novellierung im Urheberrechts-Wissensgesellschafts-Gesetz zum 1. März 2018 wurden in den §§ 60a bis 60h weitergehende Schrankenregelungen für den Bildungs- und Wissenschaftsbetrieb etabliert (UrhWissG, in Kraft ab 1. März 2018).
Grundsätzlich können bis 15 Prozent eines Werkes zu Unterrichtszwecken an Lehrende und Schüler abgrenzbarer Lehrveranstaltungen weitergegeben werden. Auch die Präsentation von Unterrichtsergebnissen, die urheberrechtlich geschütztes Material beinhalten, an Dritte z. B. im Rahmen einer Schulaufführung wird erstmals ermöglicht (§ 60a), Hersteller von Unterrichtsmedien dürfen Sammlungen von je bis zu 10 % geeigneter Werke aufbauen (§ 60b). Zur eigenen wissenschaftlichen Forschung dürfen bis 75 % von Werken kopiert werden, aber nur maximal 15 % an andere weiter gegeben werden (§ 60c). Im Rahmen von Text- und Data-Mining zu Forschungszwecken dürfen ganze Werke, auch Datenbankwerke ausgewertet werden (§ 60d). Klargestellt wird, dass Bibliotheken Werke aus ihrem eigenen Bestand auch elektronisch Benutzern zugänglich machen dürfen, allerdings dürfen die Benutzer nur 10 % davon elektronisch speichern, außerdem dürfen bis 10 % auch auf Bestellung an Benutzer außerhalb übermittelt werden (§ 60e). Für Archive, Museen und ähnliche Einrichtungen wurde erstmals abgesichert, dass Werke auch elektronisch überspielt werden dürfen, solange die Ursprungsdatei anschließend unverzüglich gelöscht wird (§ 60f). Für diese neuen Regelungen wurde wieder eine Vergütungspflicht im Rahmen der Verwertungsgesellschaften geschaffen (§ 60h).

## Änderungsverbot, § 62 UrhG
Aus der Zulässigkeit der Verwendung eines urheberrechtlich geschützten Werkes folgt noch nicht ohne weiteres, dass dieses auch in der Form benutzt werden darf. Vielmehr enthält § 62 Abs. 1 UrhG die Grundregel, dass Änderungen an dem Werk nicht vorgenommen werden dürfen. Unter bestimmten Umständen sind jedoch Übersetzungen, Größenanpassungen oder andere erforderliche Änderungen zulässig.